# ولندا
ولندا (به سوئدی: Velanda) یک سکونتگاه مسکونی در سوئد است که در Trollhättan Municipality واقع شده‌است.

## خصوصیات
ولندا ۰٫۵۱ کیلومترمربع مساحت و ۵۸۱ نفر جمعیت دارد.